# Mason City (Illinois)
Mason City – miasto w Stanach Zjednoczonych, w stanie Illinois, w hrabstwie Mason.